# اما گیلز
اما گیلز (به انگلیسی: Emma Giles) یک کشتی بود.